# 美術指導
美術指導是在電影、電視或是劇院舞台上負責為戲劇表演來設計佈景的人。由他所統籌規劃的布景，必須與這齣戲的其他所有元素（如：人物服裝、道具、劇情背景等）相吻合，才能讓表演的視覺風格達到統一。

## 概要
美術指導通常專門決定一段演出從頭到尾的燈光、攝影、特效、服裝、道具等的互相搭配，並負責設計整體表演的視覺風格。這個職位雖然是屬於較居幕後的表演工作者，但他們的決策深深影響了這部電影、這齣戲劇、這部動畫的視覺品質及整體氣氛，因此在前期製作上仍具有重要的地位。一位深具經驗與水準的美術指導，通常需要累積多元化的素養及經驗，這其中包含了各個風格的建築設計、各個年代的服裝認識、各種類型的繪圖技巧等等。最後，他也必須對製作預算經費精打細算，加上他對於攝影、燈光、特效、剪接的知識，才能順利將一個合年代、合地點、合人物、合事件的表演佈景完美呈現出來。

## 日本動畫的「美術指導」
美術指導在日文中稱為『美術監督』，日本動畫業界中的美術監督和電影、戲劇方面的美術監督在工作內容上有明顯的差異。早期是出現了所謂美術設定（或是美術設計）這個專門負責決定一部動畫背景細部設計的職稱，透過美術設定，將可以大略呈現該動畫內容的世界觀。20世紀後的現在，由於電腦等數位媒體工具的普及，所以美術設計師可以將實際風景照片掃描進電腦，並加工處理成更豐富多元的動畫背景。此時的美術設定師也開始被賦予更專業的職稱：『背景設計』。
日本動畫的美術監督，通常由一些具有一定經驗與能力的美術背景設計公司人員所擔任，只有少數的監督是從動畫師或是製作進行等其他部門被拔擢出來的。前者例如京都動畫的，後者例如會社的土橋誠。